# Złote schody
Złote schody (ang. The Golden Stairs) – obraz olejny prerafaelity Edwarda Burne-Jonesa namalowany w latach 1876–1880, obecnie eksponowany w Tate Britain.
Rysunek wstępny powstał w 1872 roku, jednak artysta przystąpił do malowania dopiero cztery lata później. Płótno wystawiono po raz pierwszy po kolejnych czterech latach w Grosvenor Gallery w Londynie. Do przedstawionych na obrazie 18 dziewczęcych figur pozowała malarzowi jedna modelka, Włoszka Antonia Caiva. Do przedstawień twarzy postaci pozowały przyjaciółki i krewne malarza, m.in. córka Margaret, aktorka Edith Morgan Gellibrand, córka Williama Morrisa, May Morris oraz Frances Graham i Laura Littelton.

## Opis obrazu
Artysta przedstawił 18 dziewczęcych postaci schodzących po tytułowych złotych schodach. Wszystkie kobiety ubrane są w powłóczyste suknie i w rękach trzymają instrumenty muzyczne. Mają podobne fryzury, identyczne figury i w ten sam sposób trzymają głowy. Nie wiadomo kim są przedstawione kobiety, dokąd i w jakim celu zmierzają. Artysta zrezygnował z wątku narracyjnego, skoncentrował się wyłącznie na walorach dekoracyjnych obrazu precyzyjnie malując fałdy sukien i detale takie jak dziesiątki palców bosych stóp. Dzięki temu, że jedna modelka użyczyła swojego ciała wszystkim postaciom, malarz uzyskał efekt ogromnej harmonii w przedstawieniu orszaku dziewcząt.
Obraz jest niemal monochromatyczny, użyta paleta barw jest blada, pastelowa i lekka, co podkreśla zwiewność postaci.

## Odbiór i interpretacje
Obraz został ciepło przyjęty przez krytykę i wywołał liczne dyskusje w środowisku artystycznym. Szczególne poruszenie wywołały trudności w interpretacji treści dzieła i jego oderwanie od historycznego i czasowego kontekstu. Krytycy sztuki zwracali uwagę na podobieństwa do twórczości Piero della Francesca widoczne w zastosowanej palecie i ujęciu postaci. Dopatrywano się też symboliki chrześcijańskiej zwracając uwagę na perłowo-złoty koloryt schodów nawiązujący do boskości i gołębie w oknie, zwykle symbolizujące Ducha Świętego. Instrumenty w rękach dziewcząt mogą sugerować fascynację malarza muzyką i wpływ idei spopularyzowanej przez angielskiego krytyka sztuki Waltera Patera, który uważał, że wszystkie gatunki sztuki zmierzają ostatecznie do muzyki.
W 1890 malarz Barrington Bramley na zlecenie lorda Lloyda Webbera wykonał niezwykłą, podwójną kopię Złotych schodów. Jej lewa część jest zwierciadlanym odbiciem prawej, która wiernie oddaje oryginał. Ten zabieg jeszcze bardziej wyeksponował dekoracyjność pierwowzoru i jego abstrakcyjny charakter.
Złote schody podziwiali m.in. Paul Gauguin i młody Pablo Picasso. W 1912 Marcel Duchamp zainspirowany ryciną wykonaną przez Feliksa Jasińskiego namalował znany obraz kubistyczny Akt schodzący po schodach nr 2 (Nu descendant un escalier No. 2).